# Função de Hann

A função de Hann (à esquerda) e a sua resposta em frequência (direita)

A função de Hann, nomeado após o meteorologista Austríaco Julius von Hann, é uma função de janelamento discreto dada por
{\displaystyle w(n)={\frac {1}{2}}\;\left(1-\cos \left({\frac {2\pi n}{N-1}}\right)\right)}
ou
{\displaystyle w(n)=\sin ^{2}\left({\frac {\pi n}{N-1}}\right)}
ou, em termos da função haverseno, 
{\displaystyle w(n)=\operatorname {hav} \left({\frac {2\pi n}{N-1}}\right).}

## Espectro
A janela de Hann é uma combinação linear das janelas retangulares moduladas {\displaystyle w_{r}=\mathbf {1} _{[0,N-1]}}. A partir da fórmula de Euler
{\displaystyle w(n)={\frac {1}{2}}\,w_{r}(n)-{\frac {1}{4}}e^{\mathrm {i} 2\pi {\frac {n}{N-1}}}w_{r}(n)-{\frac {1}{4}}e^{-\mathrm {i} 2\pi {\frac {n}{N-1}}}w_{r}(n)}
Devido às propriedades básicas da transformada de Fourier, seu espectro é
{\displaystyle {\hat {w}}(\omega )={\frac {1}{2}}{\hat {w}}_{r}(\omega )-{\frac {1}{4}}{\hat {w}}_{r}\left(\omega +{\frac {2\pi }{N-1}}\right)-{\frac {1}{4}}{\hat {w}}_{r}\left(\omega -{\frac {2\pi }{N-1}}\right)}
com o espectro da janela retangular
{\displaystyle {\hat {w}}_{r}(\omega )=e^{-\mathrm {i} \omega {\frac {N-1}{2}}}{\frac {\sin((N-1)\omega /2)}{(N-1)\omega /2}}}
Se as janelas estão deslocadas no tempo em torno de 0 o fator de modulação desaparece e os sinais à frente dos termos 1/4 mudam para +.

## Nome
Função de Hann é o nome original, em honra de von Hann; no entanto, a errônea função "Hanning" também é ouvida de vez em quando, derivado do papel em que foi nomeada, onde o termo "hanning um sinal" foi utilizado para designar a aplicação da janela de Hann.[carece de fontes?] A confusão surgiu a partir da semelhante função de Hamming, em homenagem a Richard Hamming.

## Uso
A função de Hann é normalmente usada como uma função de janela em processamento de sinal digital para selecionar um subconjunto de uma série de amostras, a fim de realizar uma transformação de Fourier ou outros cálculos. 
i.e. (usando versão contínua para ilustrar)
{\displaystyle S(\tau )=\int w(t+\tau )f(t)\,dt}
A vantagem da janela de Hann é o aliasing muito baixo, e a desvantagem é uma pequena redução de resolução (o alargamento do lobo principal).